# Décès en août 1963
Décès
- 1959
- 1960
- 1961
- 1962
- 1963
- 1964
- 1965
- 1966
- 1967

Pour une information complémentaire, voir la page d'aide.

| Date    | Nom       | Pays                   | Activités          | Âge | Source |
| ------- | --------- | ---------------------- | ------------------ | --- | ------ |
| 29 août | John Hein | Drapeau des États-Unis | Lutteur américain. | 77  |        |